# Frans Sammut
Œuvres principales
Il-Ħolma Maltija (Le Rêve Maltais), Paceville, Bonaparte à Malte, Samuraj
Frans Sammut, né le 19 novembre 1945 et mort le 4 mai 2011 est un enseignant mais aussi un romancier et essayiste maltais.

## Biographie

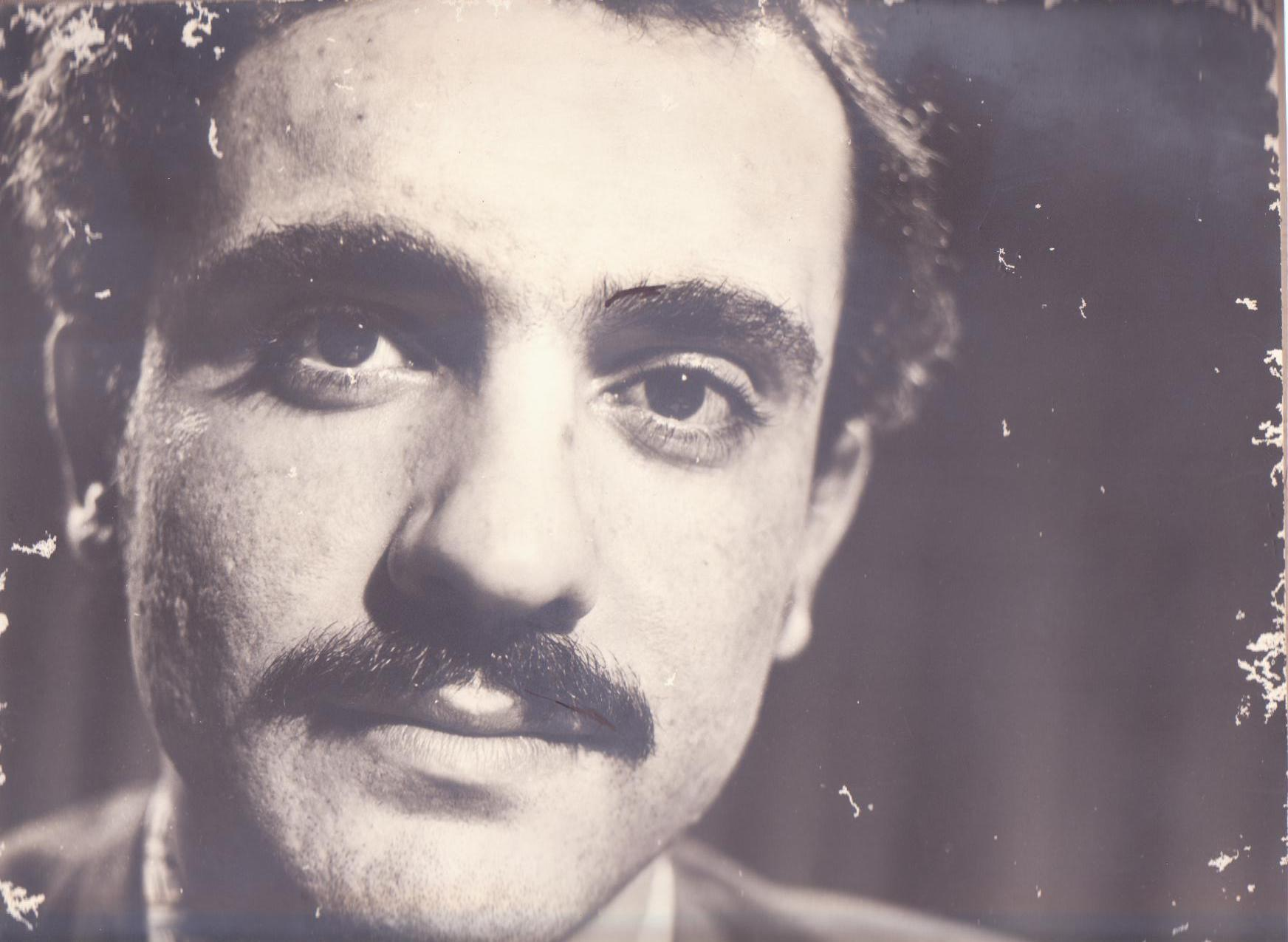
Frans Sammut dans les années 1970

Frans Sammut est né à Malte dans la ville de Ħaż-Żebbuġ . Il a suivi des études à l'école primaire à Żebbuġ, puis au collège Saint-Louis (St. Aloysius College) de Birkirkara. Il fait une formation au professorat au collège Saint-Michel (St. Michael College), et des études à l'université de Malte, bachelier (Bachelor of Arts) puis un master (Master of Education) et enfin un diplôme en théologie sacrée. À l'université pour étrangers de Pérouse il obtient un diplôme qui lui permet d'enseigner l'italien comme langue étrangère.
Il fait toute sa carrière dans l'enseignement et la termine comme directeur d’école. Entre 1996 et 1998, il est le conseiller pour la culture du Premier ministre Alfred Sant.
Marié à Catherine Cachia, il a deux fils, Mark et Jean-Pierre. Sa petite fille, Katrine Sammut, est l'auteur du livre en lettone, Pino un Maksis vieni mājās.
En 2011, on prête à Frans Sammut ses derniers mots : « Ma femme et moi devions aller à Jérusalem, mais il semble bien qu'il y ait un changement. Je me dirige plus sûrement, maintenant, vers la Jérusalem céleste. ». Serracino Inglott commentant ces mots: « J'ai compris alors que, parfois, le rire et les larmes sont interchangeables. »

## Écrivain

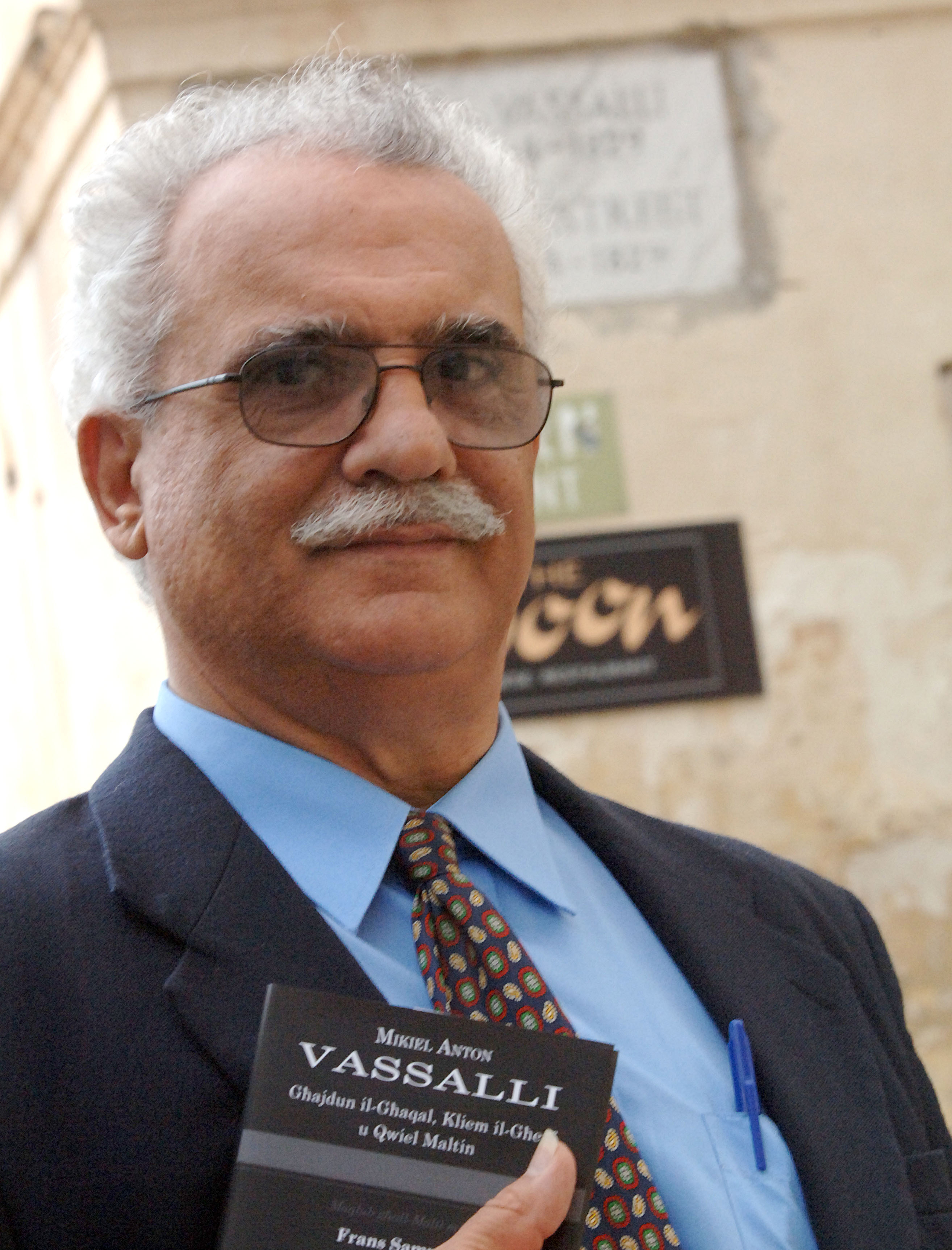
Frans Sammut et le Devises, aphorismes et proverbes maltais de Michelantoine Vassalli. Décembre 2006.

Frans Sammut publie de nombreux ouvrages, dont le best-seller Il-Gaġġa (La Cage), paru en 1971 et qui, la même année, est porté à l’écran par Mario Philip Azzopardi. Son roman Samuraj remporta en 1975 le Prix Rothmans. En 1994, le critique littéraire Norbert Ellul Vincenti parle du roman Il-Ħolma Maltija (Le Rêve Maltais) : « La littérature maltaise n'avait jamais atteint un tel sommet. ». Roman qui reçoit le prix littéraire du gouvernement de Malte en 1995. Le premier ministre et dramaturge Alfred Sant considère ce livre comme le chef-d'œuvre de Sammut et l'écrivain et poète britannique Marjorie Boulton le désigne comme « une œuvre monumentale ».  En 2007, Il-Ħolma Maltija est traduit en espéranto (La Malta Revo) par les Éditions Mondiales de New York. En 1991, Sammut publie Paceville, qui est distingué par la médaille nationale pour la littérature.
Sammut publie également des nouvelles : Labyrinthe (Labirint), Newbiet (Saisons), et Ħrejjef Żminijietna (Contes de notre temps).
Son œuvre comprend également des essais tels que Ir-Rivoluzzjoni Franċiża: il- Ġrajja u t-Tifsira (La Révolution française: Histoire et signification), Bonaparti f'Malta [Bonaparte à Malte], traduit en français en 2008, ainsi qu'une analyse bilingue (anglais et français) sur le best-seller international Code Da Vinci (2006). En 2009, Sammut présentait son interprétation originale de la berceuse de Pietru Caxaro Xidew il-Qada (Il-Kantilena), le plus ancien document écrit en maltais.
Il supervisa une nouvelle édition du Lexicon de Mikiel Anton Vassalli († 1829), le père de la langue maltaise, ainsi que la traduction, en 2006, de Devises, aphorismes et proverbes maltais du même Vassalli (Għajdun il Għaqal, Kliem il-Għerf u Qwiel Maltin).
Sammut traduit des œuvres pour le théâtre : Phèdre de Racine (Fedra) (1978) et Les Bas-Fonds de Maxim Gorki, tous deux représentés au Théâtre Manoel, sous la direction du poète Mario Azzopardi.
Peter Serracino Inglott, ancien recteur de l'université de Malte, disait de Sammut : 

« Le génie de Sammut réside dans sa capacité toute voltairienne à faire revêtir à un personnage historique une sorte de masque ironiquement exagérée. Comme face à un complice, le lecteur est amené à se pencher sur les divers visages des personnages habituellement décrit avec une vénération inconditionnelle et donc à rire de leurs doutes, leurs maladresses et leurs volte-face. On obtient donc un divertissement. Le saut stylistique de la fiction à l’histoire est sans doute le plus grand défi auquel doit faire face tout traducteur. »

L'ambassadeur français à Malte, Daniel Rondeau a décrit Frans Sammut :
Cheveux blancs, des gros yeux, moustache drue et blanche, le teint très sombre, solide poignée de main, auteur de Bonaparte à Malte.

### Reconnaissance

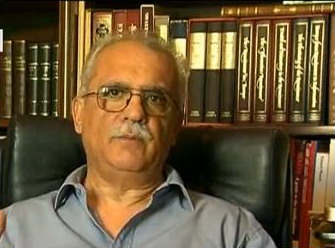
Frans Sammut, juin 2010

Frans Sammut connait une première reconnaissance à la fin des années 1960, lorsqu’il participe à l’éclosion du Mouvement pour une renaissance littéraire (Moviment Qawmien Letterarju). Par la suite, il occupa le poste de secrétaire  à l'Académie de la langue maltaise (Akkademja tal-Malti).
En 2010, il était devenu membre de la Société napoléonienne internationale.

## Textes universitaires
Les romans de Frans Sammut sont étudiés à l'Université de Malte.
Plusieurs thèses ont été écrites sur ses livres,.

## Œuvres
- 1968 - Labirint u Stejjer Oħra (Labyrinthe et autres histoires)(nouvelles)
- 1971 - Il-Gaġġa (La Cage) 5 éditions (roman) - Mario Azzopardi Philippe en a tiré le film Gaġġa [Cage] 1971
- 1972 - Logħba Bejn Erbgħa (Un jeu entre quatre) (roman)
- 1975 - Samuraj (Le Samuraï) 3 éditions (roman)
- 1977 - Kristu fil-Poeżija Maltija (1913-1973) (Christ dans la poésie maltaise) (Thèse universitaire, Université de Malte)
- 1978 - Fedra, traduction de Phèdre de Racine
- 1979 - Il-Qtil fi-Sqaq il-Ħorr (Assassinat dans l'allée de l’honnête) (nouvelle)
- 1980 - Il-Proċess Vassalli (Le Procès Vassalli) (théâtre)
- 1982 - Il-Mixja tal-Ħaddiem lejn-il-Ħelsien (Le chemin de l'ouvrier vers la liberté) (analyse politique)
- 1989 - Ir-Rivoluzzjoni Franċiża: il-Ġrajja u t-Tifsira (La Révolution française: Histoire et signification) (analyse historique)
- 1991 - Paceville (roman)
- 1992 - Letteratura (Littérature) (critique littéraire)
- 1993 - Il-Ħakma ta' Monroj (La Domination de Monroy) (livret d'un opéra folk)
- 1994 - Il-Ħolma Maltija [Le rêve maltais] (roman)[16], traduit en espéranto : La Malta Revo, publié à New York, 2007
- 1994 - Mannarinu! (livret d'un opéra folk)
- 1995 - L-Atti tal-Appostli (Les Actes des Apôtres) (livret d'un opéra folk)
- 1997 - Bonaparti f'Malta (Bonaparte à Malte) (histoire), traduit en français : Bonaparte à Malte, 2008
- 1998 - Newbiet (Seasons) (nouvelles), illustrations : Giovanni Caselli
- 2000 - Ħrejjef Żminijietna (Contes de notre temps) (nouvelles), illustrations : Giovanni Caselli
- 2001 - Dun Ġorġ: Il-Bniedem tal-Poplu (Père George: Un homme du peuple) (historiographie et hagiographie)
- 2001 - Ġrajjet Ħaż-Żebbuġ [L'Histoire de Żebbuġ] (histoire), traduction du livre du Père Salvatore Ciappara
- 2002 - Lexicon de Mikiel Anton Vassalli
- 2003 - Għala Le għall-UE (Pourquoi le Non à l'UE) (analyse politique)
- 2004 - Ħarsa mill-qrib lejn Ħajjet San Filep u l-Kult tiegħu (Un regard de près sur la vie de saint Philippe et son culte) (historiographie et hagiographie)
- 2004 (2014) - Grajjet it-Taghlim f'Malta
- 2006 - On The Da Vinci Code / Dwar The Da Vinci Code (Sur le Da Vinci Code) (critique littéraire)
- 2006 - Għajdun il-Għaqal, Kliem il-Għerf u Qwiel Maltin (Devises, aphorismes et proverbes maltais)[17]], une traduction de l'original de Michelantonio Vassalli
- 2006 (2015) - I Giovanniti: La Storia dei Cavalieri di Malta [L'Histoire des Chevaliers de Malte] (histoire) (Bonfirraro Editore, Italie)[18]
- 2008 - Alfred Sant: Il-Viżjoni għall-Bidla (Alfred Sant : la vision de changement) (analyse politique)
- 2009 - Il-Kantilena (La Cantilène) de Pietru Caxaro, traduction/interprétation en introduction au Petit Dictionnaire du Vincenzo Azopardi (critique littéraire, linguistique)